# Adraén – Canal d'en Porta

El PR-C 122 és un sender semicircular que accedeix, des de coll de Creus a la població d'Adraén, al vessant més occidental de la serra del Cadí passant per la Torreta de Cadí. està abalisat com a Petit Recorregut. Uneix el GR 150, a coll de Creus, amb el GR 150-1, a dalt la carena de la serralada.

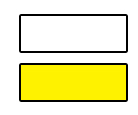
Marca de Sender de Petit Recorregut

## Característiques (2020)
Durada: 7:15 h
Distància: 21,4 km
Comarca: Alt Urgell

## Descripció de l'itinerari (2020)
Coll de Creus – Adraén – Bacanella – collet de la Canal del Migdia – Cortal d'en Porta

## Característiques anteriors
En la seva versió anterior el PR-C 122 sortia d'Adraén i arribava al Collet Canal de Migdia. Enllaçava amb   GR-150-1 
Durada: 5:05 h
Distància: 14,75 km
Comarca: Alt Urgell

## Descripció de l'itinerari
| Temps Totals | Distàncies Totals | Punt itinerari                                |
| ------------ | ----------------- | --------------------------------------------- |
| 0:00 h       | 0,000 km          | Adraén.                                       |
| 0:16 h       | 1,560 km          | Cortal d'en Porta.                            |
| 1:05 h       | 3,540 km          | Collada del Pelat.                            |
| 1:43 h       | 4,730 km          | Coll del Pradell.                             |
| 1:55 h       | 5,450 km          | Prat Major.                                   |
| 3:25 h       | 9,800 km          | Serra del Cadí.                               |
| 4:05 h       | 12,200 km         | Cap de la Collada Verda.                      |
| 5:05 h       | 14,750 km         | Collet de la Canal de Migdia. Enllaç GR-150-1 |